# Giove in Argo

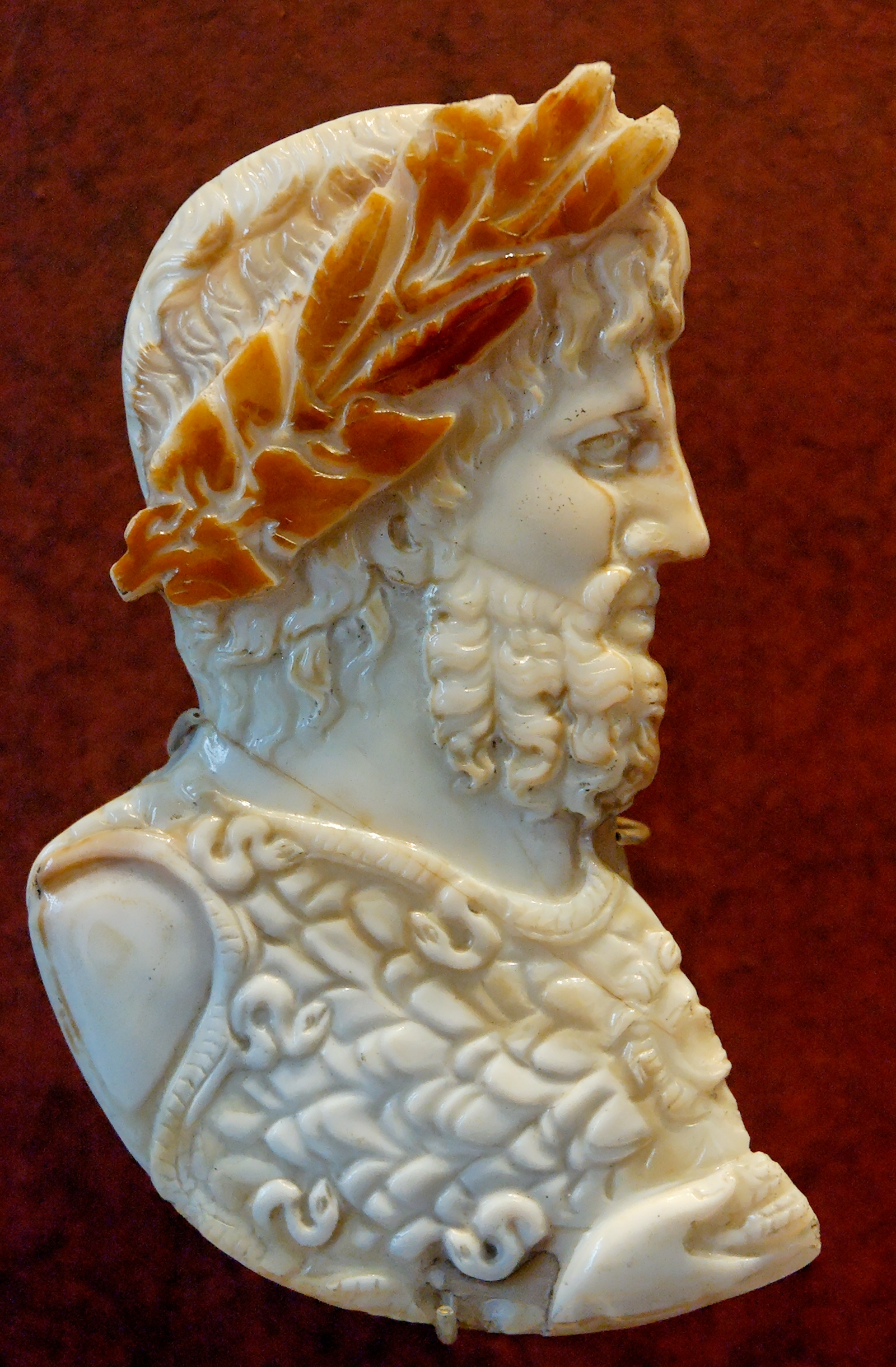
Jupiters Haupt, gekrönt mit Lorbeer und Efeu
(Sardonyx Cameo, Louvre)

Giove in Argo, englisch und deutsch Jupiter in Argos, (HWV A14) ist ein italienisches Opernpasticcio („Dramatical composition“) in drei Akten von Georg Friedrich Händel. Die Oper unterscheidet sich von den anderen Opere serie Händels durch den betont pastoralen Charakter und die überdurchschnittlich große Beteiligung des Chores, der sämtliche Aktanfänge und -abschlüsse bestreitet.

## Entstehung
Die Zusammenstellung und teilweise Neukomposition des Pasticcios Giove in Argo fällt in eine Zeit der Neuorientierung Händels. 1733 hatte er ein Monopol verloren. Bis dahin war er der Leiter des einzigen italienischen Opernunternehmens, der Royal Academy of Music, gewesen: Er konnte die repräsentativen Räumlichkeiten des King’s Theatre am Haymarket nutzen und galt sowohl in schöpferischer wie auch in praktischer Hinsicht als die einflussreichste Persönlichkeit auf dem Gebiet der Oper. Dann eroberte ein rivalisierendes Unternehmen, die Opera of the Nobility („Adelsoper“), seit 1734 das King‘s Theatre, und Händel sah sich genötigt, seine Aufführungen an anderen Häusern unterzubringen. Das tat er zunächst in John Richs neuem Theater in Covent Garden, wo er immerhin drei Spielzeiten im Wettstreit mit der Adelsoper veranstaltete. In diesen Jahren produzierte er einige herausragende neue Opern, und er entwickelte die Gattung des englischsprachigen Oratoriums.
Doch er musste um sein Publikum kämpfen: Nicht genug, dass es in London zu wenig Opernfreunde und -mäzene gab, um zwei Häuser zu unterhalten, die neue Adelsoper hatte es auch verstanden, Händels beste Sänger abzuwerben und den berühmten Kastraten Farinelli nach London zu locken. In den Jahren 1737/38, als der wirtschaftliche Zusammenbruch beider Gesellschaften durch den ruinösen Wettbewerb offensichtlich wurde, versuchte man, die Reste beider Konkurrenten miteinander zu vereinigen, und Händel erklärte sich bereit, im Auftrag des im King‘s Theatre verbliebenen Unternehmens, das inzwischen „ihren“ Farinelli verloren hatte, einige italienische Opern zu schreiben. Den im ersten Halbjahr 1738 erstmals aufgeführten Faramondo und Serse war nur mäßiger Erfolg beschieden und es wurde immer deutlicher, dass es mit der italienischen Oper in London bergab ging.
Die Resonanz auf die Subskription für die nächste Saison, die Händels Geschäftspartner Heidegger im Mai anbot, war dann auch so gering, dass das Projekt abgebrochen werden musste und dieser in einer Londoner Zeitung seinen Rückzug verkündete:

“WHEREAS the Opera’s for the ensuing Season at the King’s Theatre in the Hay-Market, cannot be carried on as was intended, by Reason of the Subscription not being full, and that I could not agree with the Singers, tho’ I offer’d One Thousand Guineas to One of them: I therefore think myself oblig’d to declare, that I give up the Undertaking for next Year, and that Mr. Drummond will be ready to repay the Money paid in, upon the Delivery of his Receipt; I also take this Opportunity to return my humble Thanks to all Persons, who were pleas’d to contribute towards my Endeavours of carrying on that Entertainment. J. J. Heidegger.”

„Da die Opern in der kommenden Spielzeit im King’s Theatre am Haymarket nicht wie geplant weitergeführt werden können, nachdem die Subskriptionen nicht ausverkauft wurden und ich mich mit den Sängern nicht einigen konnte, obwohl ich einem von ihnen eintausend Guineen [vermutlich Caffarelli] bot, sehe ich mich zu der Erklärung gezwungen, dass ich das Unternehmen im nächsten Jahr aufgebe und dass Herr Drummond das einbezahlte Geld auf Vorlage der Quittung zurückerstatten wird; bei dieser Gelegenheit möchte ich auch all jenen meinen bescheidensten Dank aussprechen, die so freundlich waren, mich in meinem Bemühen um die Fortführung der Veranstaltungen zu unterstützen. J. J. Heidegger.“

Doch Händel hatte die Gefahr rechtzeitig erkannt: zwei Tage zuvor hatte er die Arbeit an seinem Oratorium Saul begonnen, welches ihm offenbar erhebliche Probleme bereitete, wie man an zahlreichen Korrekturen und verworfenen Nummern sehen kann. Obwohl die Arbeit an Saul schon weit gediehen war, legte er die Partitur Anfang September beiseite, um eine weitere italienische Oper, Imeneo zu beginnen, für dessen Aufführung eigentlich keine Gelegenheit in Aussicht stand, denn es fehlten ihm vor allem das Theater und das Publikum. Infolgedessen unterbrach er die Arbeit an diesem Werk ebenfalls für eine längere Zeit.
Wie man einem Brief vom 19. September 1738 von Charles Jennens, dem Librettisten des Saul, entnehmen kann, nahm er dieses Oratorium jedoch bald wieder zur Hand und beendete es am 27. Oktober. Schon wenige Tage nach Fertigstellung des Saul begann er die Arbeit an Israel in Egypt – einem von diesem sehr verschiedenen Werke –, das er am 11. Oktober fertigstellte.
Am King’s Theatre am Haymarket brachte Händel im Januar 1739 zunächst den Saul heraus, im Februar und März folgten Wiederaufnahmen des Alexander-Fests und im April die Uraufführung von Israel in Egypt. Bald sah er sich jedoch durch ein Unternehmen herausgefordert, das in John Richs Theater in Covent Garden, wo Händel von 1734 bis 1737 seine eigenen Aufführungen geleitet hatte, italienische Opern produzierte. Diese Truppe schien über Nacht auf die Beine gestellt worden zu sein: Charles Sackville, der Earl of Middlesex, war gerade aus Italien zurückgekehrt, bald folgte ihm Lucia Panichi, seine Geliebte, eine erbärmliche Sängerin, die auf kaum erklärliche Weise den Beinamen „La Moscovita“ erhielt. Als erstes Angebot brachte der Lord am 10. März Angelica e Medoro von Giovanni Battista Pescetti auf die Bühne, mit der „Moscovita“ als unvermeidlicher Primadonna und den anderen Sängern, die er vorwiegend aus Händels Unternehmen abgeworben hatte. Die feindselige Absicht war von Anfang an unverkennbar, denn Angelica e Medoro fand an Sonnabenden statt, wenn Händel seine Oratorien zu geben pflegte, und die vierte und letzte Aufführung wurde für denselben Mittwochabend (11. April) angesetzt wie die zweite Aufführung des gerade neuen Oratoriums Israel in Egypt.
Händel schlug sofort zurück und gab seine Absicht bekannt, nun selbst italienische Opern aufzuführen, sobald die Theater nach Ostern wieder öffneten. Für seinen Gegenangriff komponierte Händel Giove in Argo. Dieses Pasticcio, welches er selbst in seinem Autograph „Opera“ nennt, und in dem er als besondere Attraktion zwischen den Akten Orgelkonzerte vorsah, beendete er Ende April: Fine dell Opera Jupiter in Argos! April 24. | 1739.  Ein Blatt mit dieser Unterschrift bewahrt das Fitzwilliam-Museum der Universität Cambridge auf.
Händel hatte in London schon mehrfach solche Pasticci auf die Bühne gebracht. In den meisten Fällen waren es erfolgreiche Werke italienischer Komponisten, wie Leonardo Vinci, Nicola Porpora und Leonardo Leo, aber auch Johann Adolf Hasse, die er für die Londoner Verhältnisse adaptierte, indem er Rezitative neu komponierte oder bereits vorhandene aus der gewählten Vorlage bearbeitete, die Arien einer anderen Stimmlage oder Tessitur, z. B. durch Transposition, anpasste und diesen mittels des Parodieverfahrens einen neuen Text gab. Ähnlich verfuhr er auch bei den drei Pasticci, in denen er fast ausschließlich eigene Musik aus älteren Stücken wiederverwertete. Neben dem bekannten Oreste, der schon mehrfach in heutiger Zeit erfolgreich aufgeführt wurde, und dem immer noch zu entdeckenden Alessandro Severo, zählt dazu im Grunde auch Giove in Argo, sieht man hier von den neukomponierten Nummern ab.
Anfangs hatte Händel wohl vorgehabt, beim Giove eine vorwiegend englische Besetzung zu verwenden und einige der Sänger, die sich zu Lord Middlesex verirrt hatten, zur Rückkehr zu bewegen, aber als er in der Mitte der Partitur angekommen war, änderte er unvermittelt seine Pläne, da am 17. April eine Familie italienischer Musiker in London aufgetaucht war. Das war der Geiger Giovanni Piantanida (der sofort gebeten wurde, im Saul ein Konzert zu spielen), seine Frau Costanza Pusterli, genannt „La Posterla“, eine altgediente italienische Sängerin, und ihre jugendliche Tochter, ebenfalls Sängerin, aber fast völlig ohne Opernerfahrung. Neue Interpreten, vor allem aus Italien, waren immer ein Publikumsmagnet, und Händel engagierte auf der Stelle Mutter und Tochter für den Giove.
Giove in Argo weist einige erwähnenswerte Besonderheiten auf: Es ist das einzige musikdramatische Werk Händels, in der die männlichen Hauptpartien nur für tiefe Männerstimmen konzipiert wurde, nämlich einem Tenor und zwei Bässen, Kastraten- oder Hosenrollen also völlig fehlen; Es ist die Oper mit den meisten und umfangreichsten Chorsätzen innerhalb seines Bühnenschaffens und es enthält neben zwei hochdramatischen Arien Francesco Arajas, auch einige Neukompositionen – für ein Pasticcio-Werk ungewöhnlich.
Die Oper wurde am 1. Mai 1739 im Haymarket Theatre uraufgeführt.

“At the King’s Theatre [...] this Day [...] will be acted a Dramatical Composition, call’d Jupiter in Argos. Intermix’d with Chorus’s, and two Concerto’s on the Organ […] To begin at Seven o’Clock.”

„Im King’s Theatre […] wird heute […] eine dramatische Komposition, Jupiter in Argos genannt, gespielt. Mit Chören und zwei Orgelkonzerten durchsetzt [...] Es beginnt um sieben Uhr.“

Jupiter in Argos teilte den Misserfolg mit Händels anderen Pasticci und erlebte nur noch eine zweite Aufführungen am 5. Mai. Warum das Stück durchfiel, ist unbekannt. Einer der Gründe mag gewesen sein, dass die von ausschweifenden Liebesbeziehungen erzählende Handlung dem sittenstrengen Londoner Opernpublikum missfiel. Aber das Interesse an der italienischen Oper hatte in London allgemein stark nachgelassen. Auch die plötzliche Abreise der Posterla könnte ein Grund für die Absetzung der Oper gewesen sein. Deren Ankunft in London war aber erst kurz zuvor groß angekündigt worden:

“We hear that Signiora Busterla, a famous Italian Singer arrived here last Tuesday, and is to perform in the Opera’s that are intended to be perform’d by Mr. Handel, after the Holydays.”

„Dem Vernehmen nach ist Signora Busterla, eine berühmte italienische Sängerin, letzten Dienstag [17. April] hier angelangt und wird in den Opern singen, welche Hr. Händel nach den Osterfeiertagen aufzuführen beabsichtigt.“

Der erhaltene Librettodruck von Giove in Argo jedoch nennt keine Sängernamen, aber John H. Roberts konnte durch Studium der Partien und Auswertung zeitgenössischer Briefe relativ genau die Besetzung der Uraufführung rekonstruieren:
Besetzung der Uraufführung
- Arete – John Beard (Tenor)
- Iside – Costanza Piantanida-Pusterli, genannt „La Posterla“ (Mezzosopran)
- Erasto – William Savage (Bass)
- Diana – Chiara Pusterli (Sopran)
- Calisto – Élisabeth Duparc, genannt „La Francesina“ (Sopran)
- Licaone – Henry Theodore Reinhold (Bass)

Für ihr Debüt erbat sich die Posterla wohl, die zwei nicht von Händel stammenden Arien, die der venezianischen Oper Lucio Vero des russischen Hofkapellmeisters Araja entnommen waren, in ihre Partie einzufügen. Oft wurde angenommen, Gustav Waltz, für den Händel die Titelrolle im Saul komponiert hatte, habe eine der Basspartien gesungen. Aber Waltz war vermutlich nicht verziehen worden, dass er in Angelica e Medoro eine der Hauptrollen übernommen hatte, und den Part des Erasto bekam offensichtlich William Savage. Savage war von Händel 1735 zunächst als Knabensopran engagiert worden, und nachdem er die Alt-Arien in Israel in Egypt im Falsett, also wie unsere heutigen Countertenöre, gesungen hatte, dürfte dies nun sein erster öffentlicher Auftritt als Bass gewesen sein. Das ist vermutlich der Grund, warum Erastos drei Arien aus dem Alt-Repertoire stammen.

## Libretto
Die Vorlage des Librettos stammt von dem venezianischen Dichter Antonio Maria Lucchini, der es für eine Vertonung durch Antonio Lotti in Dresden 1717 während seines eigenen Anstellungsverhältnisses in Dresden (1717–1720) verfasste. Er entnahm die Geschichte von Jupiters Liebe zu zwei sterblichen Frauen der klassischen Mythologie und fügte sie nach eigenem Ermessen zu einer konventionellen Handlung zusammen. Alle, mit Ausnahme der Göttin Diana, sind mehr oder weniger verkleidet, und dann gibt es das übliche Gespinst aus amourösen Verstrickungen und unnötigen Missverständnissen, belebt durch einige buntere Episoden: eine Wahnsinnsszene, eine gerade noch verhinderte Exekution, ein Angriff durch einen Bären. Wie in den meisten italienischen Pastoralen der Zeit werden die Personen aus ironischer Distanz betrachtet, sogar in Augenblicken starker Emotionen oder gewalttätigen Handelns. Zwei komische Dienerfiguren, Vespetta und Milo, die sich im Dresdner Libretto in drei Intermezzi über die Bessergestellten in ihrer Umgebung lustig machten, sind getilgt, aber der Grundton bleibt mehrdeutig.
Händel wird Lottis Oper auf seinem Besuch in Dresden 1719 während der üppigen Feierlichkeiten anlässlich der Vermählung des Kurprinzen Friedrich August mit Maria Josepha von Österreich, der Tochter des verstorbenen Kaisers Joseph I., gehört haben, in der auch der berühmte Senesino selbst die Rolle des als Arete verkleideten Jupiter sang, denn er entlehnte später eine Arie aus Lottis Oper. Vermutlich nahm Händel ein Exemplar des Librettos mit nach England und erinnerte sich 1739 an das Melodrama pastorale, als er nach einem geeigneten Stück für eine kurze Pasticcio-Oper mit drei weiblichen Rollen suchte. Der unbekannte Londoner Bearbeiter des Textbuches von Lucchini ließ die komischen Personen weg, straffte die Rezitative und passte die Ariendichtungen an die einzufügenden Arienkompositionen aus Händels älteren Opern an.
Giove in Argo galt bis vor kurzem auf Grund seiner fragmentarischen Überlieferung als nicht aufführbar. Es ist die einzige italienische Oper Händels, von der keine vollständige Partitur überliefert ist. Glücklicherweise sind alle neu komponierten Nummern in Handschriften des Fitzwilliam Museums, Cambridge, der British Library, der Gerald Coke Handel Collection, dem Foundling Museum, London und der Henry Watson Music Library, Manchester, erhalten. Händels Entwurf des ersten Aktes mit den Rezitativen (in einer Fassung, bevor die Sängerbesetzung feststand) befindet sich ebenso im Fitzwilliam Museum. Die Secco-Rezitative des zweiten und dritten Aktes sind allerdings mit Ausnahme von zwei Überleitungstakten zwischen den beiden Accompagnati in Isides Wahnsinnsszene verloren. Die beiden Araja-Arien wurden von John H. Roberts im Jahr 2001 identifiziert.
Das Jupiter-Pasticcio gehörte zu Händels letzten Aktivitäten auf dem Gebiet der italienischen Oper. Er sollte danach nur noch fünf weitere Opernaufführungen leiten: zweimal Imeneo (1740) und schließlich am 10. Februar 1741 die letzte von drei Aufführungen der Deidamia. Danach wandte er sich vollständig dem englischen Oratorium zu, welches in den vorausgegangenen Jahren die Oper sukzessive abgelöst hatte.
Giove in Argo, lange Zeit nur mit dessen englischem Titel benannt, was mehr mit den fragmentarischen Charakter der Quellen, als mit dem ganz in italienischer Sprache gehaltenen Charakter des Werkes zu tun hatte, kam erst knapp zweihundert Jahre nach seiner Entstehung in den Focus von Forschungsarbeiten. Der bedeutende englische Händelforscher Walter Newman Flower berichtete, aus seiner im Eigenbesitz befindlichen Abschrift der Arien, die wiederum aus der Aylesford-Sammlung stammt und von Händels Faktotum Johann Christoph Schmidt sen. geschrieben wurde, eine Partitur erstellt zu haben. Die BBC brachte auf der Grundlage dieser Notenausgabe am 8. Oktober 1935 eine Rundfunk-Sendung dieses Pasticcios unter der musikalischen Leitung von Sir Adrian Boult, allerdings unter dem Titel Perseus und Andromeda. Diese „Operatic Masque“ hatte nichts mit Händels Libretto-Vorlage zu tun, sondern wurde komplett neugestaltet, wie John H. Roberts feststellte.
2002 hat John H. Roberts eine Fassung für die Hallische Händel-Ausgabe erstellt, die am 28. Mai 2007 bei den der Internationalen Händel-Festspielen in Göttingen mit Alan Curtis und seinem „Il Complesso Barocco“ erstmals dargeboten wurde und weitere Aufführungen in Herrenhausen/Hannover und Halle (Saale) nach sich zog. Die erste vollständige Rekonstruktion der Oper durch die Musikwissenschaftler Steffen Voss (Hamburg) und Thomas Synofzik (Köln/Zwickau) samt den Arien von Francesco Araja und mit neu komponierten Rezitativen (nach Antonio Lotti) war weltweit erstmals am 15. September 2006 im historischen Markgräflichen Opernhaus in Bayreuth im Rahmen des Festivals Bayreuther Barock zu sehen und zu hören, mit Harry van der Kamp (Licaone), Theresa Nelles (Diana), Tanya Aspelmeier (Iside), Benoît Haller (Arete), Lisa Tjalve (Calisto), Markus Auerbach (Erasto), den Ensembles „Concert Royal“, Köln und Collegium Cantorum Köln unter szenischer Umsetzung durch Igor Folwill und unter musikalischer Leitung von Thomas Gebhardt. Die moderne Erstaufführung der Partitur von Giove in Argo nach der Hallische Händel-Ausgabe (HWV A14) fand während der Händelfestspiele Halle am 13. Juni 2014 im Goethe-Theater Bad Lauchstädt statt unter der musikalischen Leitung von Werner Ehrhardt und in einer Inszenierung von Kay Link.

## Handlung

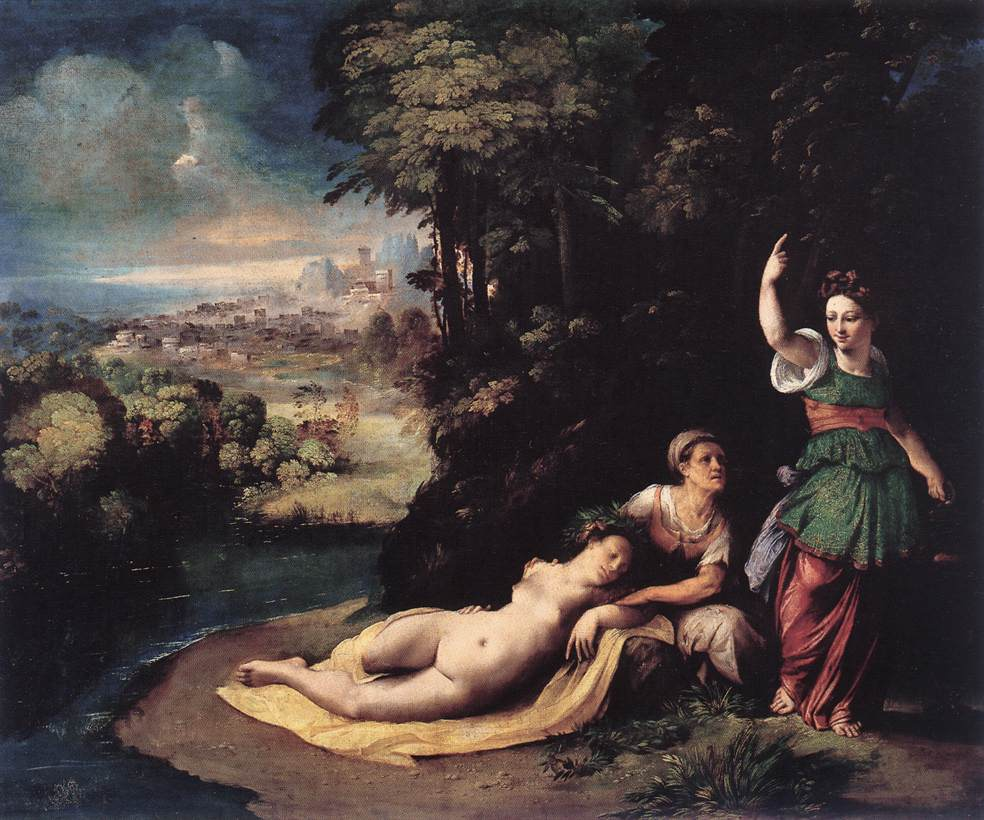
Diana und Callisto
(Dosso Dossi, 1528, Galleria Borghese, Rom)

### Historischer und literarischer Hintergrund
Die Liebesabenteuer des Göttervaters und Schwerenöters Jupiter sind in den vielen antiken Werken griechischer und römischer Geschichtsschreiber und Dichter erzählt worden. In Giove in Argo arrangierte der Librettist die amourösen Verwicklungen des Gottes mit zwei seiner sterblichen Geliebten, Io und Kallisto, zu einer verwickelten Intrigenhandlung, die nichts mit den überlieferten Mythen, wie sie etwa in den historíai des Herodot oder den  Metamorphoseon libri des Ovid berichtet werden, zu tun hat. So fehlt in dieser Oper die in den Überlieferungen zentral behandelten Verwandlungen von Io in eine Kuh und Kallisto in einen Bären. Allenfalls wäre der Auftritt eines Bären, der bei einer Jagd die Isis (Io) verfolgt, der von Osiris jedoch getötet wird, als eine Art „Reminiszenz“ an den altgriechischen Mythos anzusehen. Eine wichtige Figur im mythischen Geschehen, Jupiters eifersüchtige Gemahlin Juno, kommt bei Lucchini überhaupt nicht vor. Hingegen ist es seine Erfindung, dass Kallistos Vater Lykaon den Vater der Io, die hier allerdings unter ihrem ägyptischen Namen Isis auftritt, Inachos, umgebracht hat. Dieser Inachos war eigentlich ein Flussgott, demzufolge also unsterblich; Lucchini macht aus ihm jedoch den König von Arkadien.
So gibt es nur ein einziges Handlungselement, das Lucchini der mythischen Sage tatsächlich entnommen hat: nämlich das Keuschheitsgelübde, das die Jägerin Kallisto gegenüber der Göttin Diana geleistet hatte. Ihr in der Oper zum Ausdruck kommender vermeintlicher Wortbruch soll von der erzürnten Göttin bestraft werden, was jedoch im letzten Moment durch das Eingreifen des Göttervaters verhindert wird. Dazu muss er aber seine wahre Identität preisgeben, und ihm gelingt es, Isis (Io) wieder mit ihrem Osiris (Erasto) zu versöhnen.

### Vorgeschichte
Licaone, der Tyrann von Arkadien, hat den König Inachos von Argos ermordet, um selbst den Thron von Argos einnehmen zu können. Das Volk der Argiver hat Licaone aber vertrieben und so irrt er jetzt durch das Land, von Iside, der Tochter des ermordeten Inachos, verfolgt, die Rache für den ermordeten Vater nehmen will. Auch Calisto, Licaones Tochter, ist auf der Flucht; sie hält ihren Vater für tot. Und Osiris, der König der Ägypter, Verlobter der Iside, sucht seine Braut, als Hirte Erasto verkleidet. Und auch der Göttervater Jupiter ist, diesmal als Hirte Arete verkleidet, einmal mehr in Liebesabenteuern mit Menschen-Frauen unterwegs.

### Erster Akt
Getrieben von Rachegefühlen gegen das aufständische Volk der Argiver kommt Licaone auf die Szene. Er wird Zeuge, wie ein Chor von Nymphen und Jägern die Jagdgöttin Diana ankündigt, die ihrerseits das ganze Gefolge zur Jagd in den Wäldern aufruft.
Die um ihren toten Vater trauernde Iside legt sich, müde vom langen Umherirren, unter einem Baum zur Ruhe. Nachdem sie eingeschlafen ist, nähert sich ihr ein Mann, offensichtlich der Hirte Arete. Es ist aber kein Geringerer als Jupiter. Die schlafende Schöne hat sein männliches Interesse geweckt und als Iside aufwacht, umwirbt Jupiter sie sofort. Iside geht auf sein ungestümes Werben, wenn auch nur zum Schein, sofort ein. Der Gott versprach ihr nämlich als Gegenleistung für ihr Entgegenkommen Hilfe gegen den Mörder ihres Vaters Inachos.
Nach dem Abgang von Iside und Jupiter kommen Calisto und der Hirte Erasto, der in Wirklichkeit Osiris, der König von Ägypten, ist, auf die Szene. Erasto hat sich in dem Irrglauben, Calisto sei seine Braut Iside, der Tochter des Tyrannen Licaone an die Fersen geheftet. Calisto klagt Erasto ihr Leid, dass sie nämlich ihren Vater verloren habe. Von ihren Schilderungen schmerzlich berührt, wendet sie sich ab und lässt Osiris/Erasto allein auf der Szene zurück. Jupiter tritt hinzu und weiß auch sofort, wer da vor ihm steht: das ist kein Hirte, das ist der König der Ägypter. Aber Jupiter behält es für sich und versucht sogar seinem Gegenüber weiß zu machen, seine Braut habe ihn vergessen und vergnüge sich mit einem sehr gut aussehenden Schäfer. Jupiters Plan, Erasto eifersüchtig zu machen, um ihn als den Gegenspieler bei Iside zu provozieren, ist geglückt: Erasto ist verzweifelt und wendet sich ab.
Iside kommt und sinniert über ihre Pläne, die nur ein einziges Ziel haben, nämlich den Mörder Licaone zur Strecke zu bringen.

### Zweiter Akt
Die Göttin Diana ist glücklich über einen Neuzugang im Kreis ihrer Nymphen: sie hat Calisto in den exklusiven Zirkel aufgenommen.
Zu der Gruppe gesellt sich auch Jupiter/Arete und ist von der schönen Tochter des Licaone begeistert. Er macht ihr, als sie alleine sind, auch sofort den Hof und gewinnt ihre Zuneigung mit dem Versprechen, ihren Vater vor den Nachstellungen der rachedurstigen Iside zu schützen.
Genau das hat aber eben jene Iside mitbekommen und plötzlich befindet sich der allmächtige Gott in einer prekären Lage. Es gelingt Jupiter aber, sich mit galanten Worten aus dieser Situation herauszureden.
Wütend kommt ein neuer Enttäuschter hinzu, nämlich der Hirte Erasto. Er gibt sich als Osiris, König der Ägypter, zu erkennen. Er ist überzeugt, dass ihn seine Braut Iside betrügt und verstößt die angeblich Ungetreue. Diese Handlung versetzt Iside einen solchen Schock, dass sie wie wahnsinnig reagiert und noch dazu glaubt, ihren ermordeten Vater vor sich zu sehen.

### Dritter Akt
Calisto hat ihren Vater wiedergefunden. Allerdings ist Licaone sehr zurückhaltend, denn er glaubt, dass seine Tochter gemeinsame Sache mit dem Schäfer Arete macht. Von ihm weiß er nämlich inzwischen, dass er von Iside gegen ihn aufgehetzt wurde. Calisto beteuert gegenüber ihrem Vater ihre Unschuld und drängt ihn, sich vor seinen Feinden in Sicherheit zu bringen.
Arete setzt Calisto erneut unter Druck: Entweder sie geht auf sein Liebesverlangen ein, oder er führt den Auftrag der Iside aus, ihren Vater Licaone zur Strecke zu bringen.
Iside wiederum ist immer noch dem Wahnsinn verfallen und bezichtigt Arete der Untreue. Dafür geht nun Calisto auf dessen Liebeswerben ein. Das Duett, das die beiden Verliebten singen, wird von Diana mitgehört und sie verurteilt die mutmaßlich eidbrüchige Nymphe, ohne zu zögern, zum Tode.
Die Ausführung dieses Todesurteils kann in letzter Minute der sich nun zu erkennen gebende Jupiter verhindern; er besänftigt seine Tochter Diana und rettet damit Calisto das Leben.
Jupiter ist sehr bemüht, seine Handlungsweisen in Ordnung zu bringen: er versichert dem König der Ägypter, Osiris, dass Iside nie in Gefahr war, ihre Ehre zu verlieren; außerdem heilt er sie von ihren Wahnvorstellungen und vereint das sich liebende Paar.
Nachdem nun auch der Bösewicht Licaone in seine Schranken verwiesen wurde, beendet ein Lobgesang auf Göttervater Jupiter und den Liebesgott Amor die Oper.

## Musik
Obwohl Giove in Argo allgemein als Pasticcio eingestuft wird, enthält es jedoch wesentlich mehr neue Musik als andere Opernpasticci Händels. Er komponierte nicht nur die Secco-Rezitative neu, sondern auch zwölf weitere Nummern: sechs Arien, von denen drei im unvollendeten Entwurf des Imeneo (September 1738), mit dessen Entstehungsgeschichte Giove in Argo sehr eng verbunden ist, enthalten waren, zwei Ariosi, drei Accompagnati und den Schlusschor:
Die Posterla erhielt die zwei Ariosi, Deh! m’aiutate, o Dei‘ (Nr. 6) und Vieni, vieni, o dei viventi (Nr. 7) – von denen Händel das erste später für Imeneo adaptierte, als er diese Oper 1740 endlich vollendete –, die temperamentvolle Arie Taci, e spera (Nr. 9), das betont dramatische Accompagnato Svenato il genitor (Nr. 22), das den ersten Teil ihrer Wahnsinnsszene ausmacht, sowie die beschwingte Finalarie mit Chor Al gaudio, al riso, al canto/D'Amor, di Giove al vanto (Nr. 36–37). Die Francesina wurde mit einem zärtlichen Siciliano, Già sai che l’usignol (Nr. 17) und zwei eloquenten Accompagnto-Rezitativen, Priva d’ogni conforto (Nr. 31) und Non è d’un alma grande (Nr. 34), bedacht, die ihr reichlich Gelegenheit boten, ihre schauspielerischen Talente zur Schau zu stellen.
Die entlehnte Musik stammt aus neun Opern, welche er zwischen 1712 und 1738 komponiert hatte, sowie aus den Serenaten Acis and Galatea (1732 bis 1734) und Il Parnasso in Festa (1734) sowie dem Oratorium Il trionfo del Tempo e della Verità (1737). Die meisten herangezogenen Opern, wie Ezio (1731), Arminio, Giustino (beide 1736), Berenice und vor allem Faramondo (beide 1737) waren noch sehr aktuell. Das Londoner Publikum hatte diese Stücke alle, bis auf eine Ausnahme, im Laufe der letzten fünf Jahre gehört, und offensichtlich sollten sie wiedererkannt, vielleicht sogar als vertraute und beliebte Melodien begrüßt werden. Auch die Ouvertüre dürfte von einer früheren Produktion übernommen worden sein. Ein Teil der entlehnten Musik musste auf jeden Fall in einer Weise, die wir nur vermuten können, an den neuen Kontext angepasst werden. Zum Beispiel kann der Chor zu Beginn des zweiten Aktes Corre, vola (Nr. 16) nicht unverändert aus Giustino übernommen worden sein, da er dort ohne Ritornell beginnt und so ein neuer Akt nicht eingeleitet werden kann. Auch sein instrumentales Verklingen ist dramatisch nur gerechtfertigt am Schluss der Szene, wo der Chor wiederholt wird und die Hirten sich entfernen.
Ebenfalls neu für das Londoner Publikum waren die beiden Gesänge des Neapolitaners Francesco Araja, Isides Accompagnato-Rezitativ und Arie Iside, dove sei?/Ombra che pallida (Nr. 23–24) und die Arie Questa d'un fido amore (Nr. 28). Die Posterla hatte von 1735 bis 1737 mit Araja in St. Petersburg zusammengearbeitet, und sie wird darauf bestanden haben, dass diese Stücke in Giove eingefügt wurden. Wir können gut verstehen, warum sie diese singen wollte: Es sind stimmlich und dramatisch mächtige Arien, die der Gastvirtuosin einen wirkungsvollen Wettstreit mit der „Francesina“ gestatteten, die selbst allerdings in den Genuss der beiden Händel-Hits Tornami a vagheggiar (hier Nr. 20) aus Alcina und Combattuta da più venti (hier Nr. 27) aus Faramondo sowie des gequälten Ah! non son io che parlo (Nr. 32) aus Ezio kam.
Giove enthält nicht weniger als acht Chöre, von denen zwei wiederholt werden – mehr Chöre als in jeder anderen Händel-Oper. Pastorale enthielten oft mehr Chöre als andere Operngattungen, aber diese Fülle hier sollte, wie auch die eingefügten Orgelkonzerte (vermutlich die kurz zuvor entstandenen Werke HWV 295 und HWV 296), mit Sicherheit ein Publikum anlocken, das offenbar der italienischen Oper den Rücken kehrte und sich dem englischen Oratorium zuwandte. Diese Ausrichtung auf den wechselnden Geschmack mag auch eine Erklärung dafür sein, warum Giove in Argo im Libretto und in den Zeitungsanzeigen als „Dramatical composition“ bezeichnet wird, ein Etikett, das für Serenaten geläufig war. Das veranlasste in jüngerer Zeit einige Kommentatoren zu der fälschlichen Annahme, das Werk sei nicht szenisch aufgeführt worden. In seinem Autograph nannte es Händel jedoch ausdrücklich Oper, ebenso tun dies alle drei Zeitzeugen.

## Erfolg und Kritik
“This last opera of Jupiter did not take.”

„Diese letzte Oper 'Jupiter' wurde nicht angenommen.“

“We should not expect Handel’s ‘Giove in Argo’ to conform to some modern ideal of musical drama, perfectly developed and peopled with subtle and distinctive characters. It was never intended to. Rather, it was conceived as a brilliant theatrical entertainment, and Handel filled it with arias and choruses of proven appeal, augmented by a goodly quantity of new music, as expressive and finely wrought as in his more fully original works. If it failed to please in May 1739, that was the result of a patchy cast and an audience increasingly indifferent to what Handel had to offer.”

„Wir sollten nicht erwarten, dass Handels Giove in Argo modernen Idealen des Musikdramas entspricht – mit ausgefeilten und unverwechselbaren Charakteren und einer Handlung, die sich folgerichtig entwickelt. Das war nie beabsichtigt. Die Oper war vielmehr als brillante Bühnenunterhaltung konzipiert: Händel stattete sie mit Arien und Chören aus, die sich bewährt hatten, und ergänzte diese durch eine stattliche Fülle neuer Musik, die ebenso ausdrucksvoll und bis ins Detail ausgearbeitet war wie in seinen mehr oder weniger originalen Werken. Wenn die Oper im Mai 1739 so wenig Gegenliebe fand, so war das auf die unausgewogene Besetzung und ein Publikum zurückzuführen, das sich Handels Angeboten gegenüber zunehmend gleichgültig verhielt.“

## Orchester
Zwei Traversflöten, zwei Oboen, Fagott, zwei Hörner, Streicher, Basso continuo (Violoncello, Laute, Cembalo).

## Diskografie
- Musicaphon M 56891 (2006): Benoît Haller (Arete), Tanya Aspelmeier (Iside), Markus Auerbach (Erasto), Theresa Nelles (Diana), Lisa Tjalve (Calisto), Raimonds Spogis (Licaone)

Kammerchor Würzburg, Concert Royal Köln; Dir. Sylvie Kraus und Matthias Beckert (155 min)
- Virgin Classics 7231162 (2013): Anicio Zorzi Giustiniani (Arete), Ann Hallenberg (Iside), Vito Priante (Erasto), Theodora Baka (Diana), Karina Gauvin (Calisto), Johannes Weisser (Licaone)

Il complesso barocco; Dir. Alan Curtis (157 min)